# Campeonato Europeo de Natación de 1962
El X Campeonato Europeo de Natación se celebró en Leipzig (RDA) entre el 18 y el 25 de agosto de 1962 bajo la organización de la Liga Europea de Natación (LEN) y la Federación de Natación de Alemania Oriental.

## Resultados de natación

### Masculino
| Evento                   | Oro                                                                                       | Plata                                                                                  | Bronce                                                                                |
| ------------------------ | ----------------------------------------------------------------------------------------- | -------------------------------------------------------------------------------------- | ------------------------------------------------------------------------------------- |
| 100 m libre              | Alain Gottvallès Francia 55,0                                                             | Per-Ola Lindberg · Suecia · 55,5                                                       | Ron Kroon · Países Bajos · 55,5                                                       |
| 400 m libre              | Johan Bontekoe · Países Bajos · 4:25,6                                                    | Hans Rosendahl · Suecia · 4:25,8                                                       | Frank Wiegand RDA 4:26,8                                                              |
| 1500 m libre             | József Katona · Hungría · 17:49,5                                                         | Miguel Torres Bernades España 17:55,6                                                  | Richard Campion Reino Unido 17:59,8                                                   |
| 200 m espalda            | Leonid Barbier URSS 2:16,6                                                                | Wolfgang Wagner RDA 2:17,9                                                             | József Csikány · Hungría · 2:18,5                                                     |
| 200 m braza              | Gueorgui Prokopenko URSS 2:32,8                                                           | Ivan Karetnikov URSS 2:33,2                                                            | Rob van Empel · Países Bajos · 2:38,1                                                 |
| 200 m mariposa           | Valentin Kuzmin URSS 2:14,2                                                               | Brian Jenkins Reino Unido 2:14,6                                                       | Wolfgang Sieber RDA 2:18,0                                                            |
| 400 m cuatro estilos     | Gennadi Androsov URSS 5:01,3                                                              | Jan Jiskoot · Países Bajos · 5:05,5                                                    | Jürgen Bachmann RDA 5:05,9                                                            |
| 4 × 100 m libre          | Francia Alain Gottvallès Jean-Pascal Curtillet Robert Christophe Gérard Gropaiz 3:43,7    | Reino Unido Robert McGregor John Martin-Dye Peter Kendrew Stanley Clarke 3:44,7        | Suecia · Bengt-Olof Nordvall · Jan Lundin · Mats Svensson · Per-Ola Lindberg · 3:45,0 |
| 4 × 200 m libre          | Suecia · Hans Rosendahl · Per-Ola Lindberg · Mats Svensson · Lars-Erik Bengtsson · 8:18,4 | Francia Gérard Gropaiz Alain Gottvallès Jean-Pascal Curtillet Robert Christophe 8:20,4 | RDA Joachim Herbst Martin Klink Frank Wiegand Volker Frischke 8:24,5                  |
| 4 × 100 m cuatro estilos | RDA Jürgen Dietze Egon Henninger Horst-Günter Gregor Frank Wiegand 4:09,0                 | URSS Veliko Siymar Leonid Kolesnikov Valentin Kuzmin Viktor Konoplyov 4:10,3           | Países Bajos · Jan Weeteling · Wieger Mensonides · Jan Jiskoot · Ron Kroon · 4:10,9   |

### Femenino
| Evento                   | Oro                                                                                         | Plata                                                                             | Bronce                                                                                 |
| ------------------------ | ------------------------------------------------------------------------------------------- | --------------------------------------------------------------------------------- | -------------------------------------------------------------------------------------- |
| 100 m libre              | Heidi Pechstein RDA 1:03,3                                                                  | Diana Wilkinson Reino Unido 1:03,3                                                | Ineke Tigelaar · Países Bajos · 1:03,3                                                 |
| 400 m libre              | Adrie Lasterie · Países Bajos · 4:52,4                                                      | Ineke Tigelaar · Países Bajos · 4:57,3                                            | Elisabeth Ljunggren · Suecia · 4:58,1                                                  |
| 100 m espalda            | Ria van Velsen · Países Bajos · 1:10,5                                                      | Corrie Winkel · Países Bajos · 1:10,7                                             | Veronika Holletz RDA 1:11,3                                                            |
| 200 m braza              | Anita Lonsbrough Reino Unido 2:50,2                                                         | Klenie Bimolt · Países Bajos · 2:51,2                                             | Ursula Küper RDA 2:52,2                                                                |
| 100 m mariposa           | Ada Kok · Países Bajos · 1:09,0                                                             | Ute Noack RDA 1:10,0                                                              | Marianne Heemskerk · Países Bajos · 1:10,3                                             |
| 400 m cuatro estilos     | Adrie Lasterie · Países Bajos · 5:25,0                                                      | Anita Lonsbrough Reino Unido 5:26,0                                               | Márta Egerváry · Hungría · 5:28,4                                                      |
| 4 × 100 m libre          | Países Bajos · Cocky Gastelaars · Adrie Lasterie · Erica Terpstra · Ineke Tigelaar · 4:15,1 | Reino Unido Linda Amos Adrienne Brenner Jennifer Thompson Diana Wilkinson 4:16,3  | Hungría · Mária Frank · Zsuzsa Kovács · Csilla Madarász · Katalin Takács · 4:17,5      |
| 4 × 100 m cuatro estilos | RDA Ingrid Schmidt Barbara Göbel Ute Noack Heidi Pechstein 4:40,1                           | Países Bajos · Ria van Velsen · Klenie Bimolt · Ada Kok · Ineke Tigelaar · 4:42,9 | Reino Unido Linda Ludgrove Anita Lonsbrough Mary-Anne Cotterill Diana Wilkinson 4:46,2 |

### Medallero
| Núm. | País         | Oro | Plata | Bronce | Total |
| ---- | ------------ | --- | ----- | ------ | ----- |
| 1    | Países Bajos | 6   | 5     | 5      | 16    |
| 2    | URSS         | 4   | 1     | 1      | 6     |
| 3    | RDA          | 3   | 2     | 6      | 11    |
| 4    | Francia      | 2   | 1     | 0      | 3     |
| 5    | Reino Unido  | 1   | 5     | 2      | 8     |
| 6    | Suecia       | 1   | 2     | 2      | 5     |
| 7    | Hungría      | 1   | 0     | 3      | 4     |
| 8    | España       | 0   | 1     | 0      | 1     |
|      | TOTAL        | 18  | 18    | 18     | 54    |

## Resultados de saltos

### Masculino
| Evento          | Oro                                   | Plata                              | Bronce                          |
| --------------- | ------------------------------------- | ---------------------------------- | ------------------------------- |
| Trampolín 3 m   | Kurt Mrkwicka · Austria · 147,21 pts. | Hans-Dieter Pophal RDA 145,70 pts. | Boris Poluliaj URSS 145,20 pts. |
| Plataforma 10 m | Brian Phelps Reino Unido 150,81       | Rolf Sperling RDA 148,24           | Gennadi Galkin URSS 143,18      |

### Femenino
| Evento          | Oro                           | Plata                             | Bronce                              |
| --------------- | ----------------------------- | --------------------------------- | ----------------------------------- |
| Trampolín 3 m   | Ingrid Krämer RDA 153,57 pts. | Christiane Lanzke RDA 137,78 pts. | Natalia Kuznetsova URSS 133,78 pts. |
| Plataforma 10 m | Ingrid Krämer RDA 107,96      | Ninel Krutova URSS 95,92          | Gabriele Schöpe RDA 90,88           |

### Medallero
| Núm. | País        | Oro | Plata | Bronce | Total |
| ---- | ----------- | --- | ----- | ------ | ----- |
| 1    | RDA         | 2   | 3     | 1      | 6     |
| 2    | Austria     | 1   | 0     | 0      | 1     |
| 2    | Reino Unido | 1   | 0     | 0      | 2     |
| 4    | URSS        | 0   | 1     | 3      | 4     |
|      | TOTAL       | 4   | 4     | 4      | 12    |

## Resultados de waterpolo
| Evento    | Oro     | Plata           | Bronce |
| --------- | ------- | --------------- | ------ |
| Masculino | Hungría | URSS Yugoslavia |        |

## Medallero total
| Núm. | País         | Oro | Plata | Bronce | Total |
| ---- | ------------ | --- | ----- | ------ | ----- |
| 1    | Países Bajos | 6   | 5     | 5      | 16    |
| 2    | RDA          | 5   | 5     | 7      | 17    |
| 3    | URSS         | 4   | 4     | 3      | 11    |
| 4    | Reino Unido  | 2   | 5     | 2      | 9     |
| 5    | Francia      | 2   | 1     | 0      | 3     |
| 6    | Hungría      | 2   | 0     | 3      | 5     |
| 7    | Suecia       | 1   | 2     | 2      | 5     |
| 8    | Austria      | 1   | 0     | 0      | 1     |
| 9    | España       | 0   | 1     | 0      | 1     |
| 9    | Yugoslavia   | 0   | 1     | 0      | 1     |
|      | TOTAL        | 23  | 24    | 22     | 69    |